# Нептунус (линейный корабль, 1718)
«Нептунус» — парусный линейный корабль 3 ранга.

## История строительства
Заложен 9 августа 1715 года на верфи Санкт-Петербургского адмиралтейства. Строился Ричардом Козенцом. Спущен на воду 15 июня 1718 года .

## История боевой службы
Участвовал в Северной войне.